# 5422 Годжкін
5422 Годжкін (5422 Hodgkin) — астероїд головного поясу, відкритий 23 грудня 1982 року.
Тіссеранів параметр щодо Юпітера — 3,209.
1 вересня 1993 року астероїд був названий на честь Дороті Кроуфут Годжкін.